# 王韜

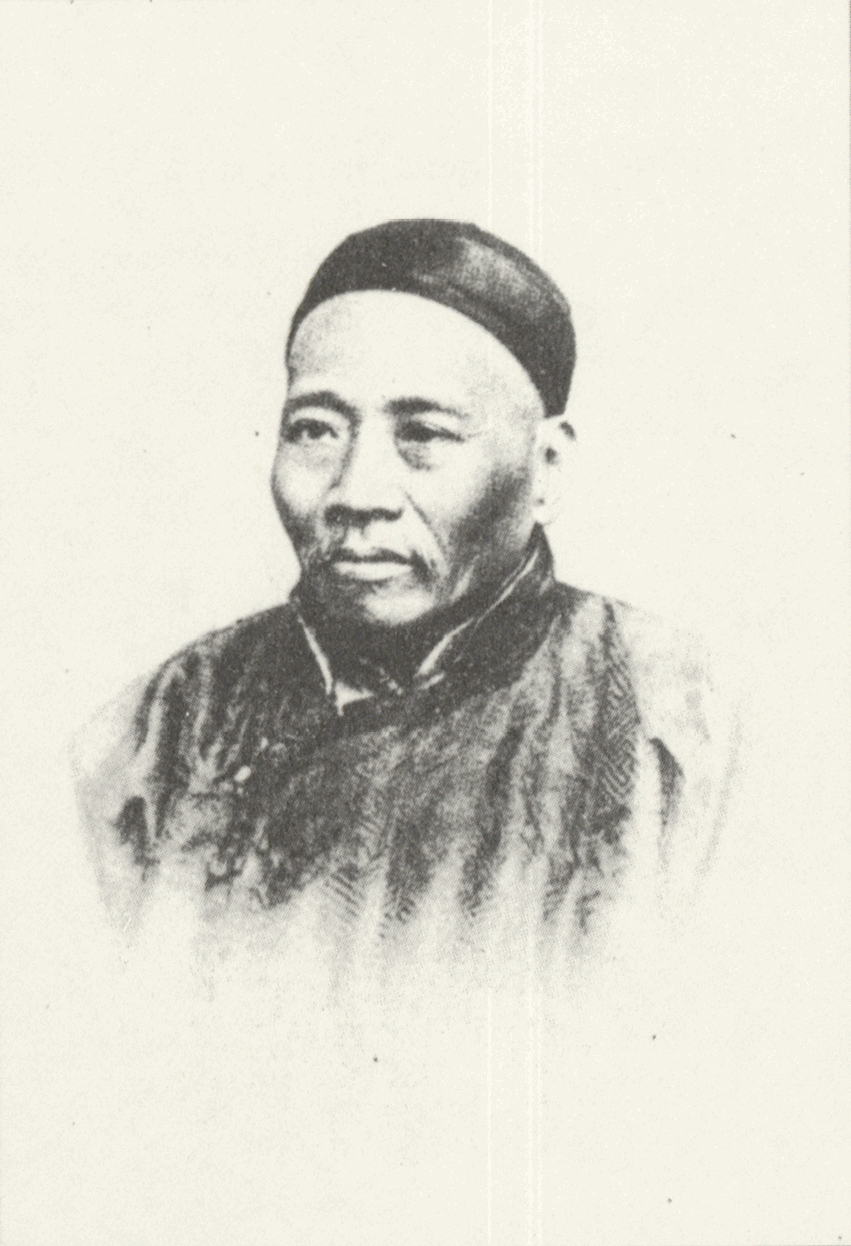
王韜

王 韜（おう とう、Wang Tao、1828年11月10日 - 1897年5月24日）は、清末の改革派思想家、政治評論家、ジャーナリスト。字は紫詮、蘭卿。号は天南遁叟、甫里逸民、淞北逸民、欧西富公、弢園老民、蘅華館主、玉鮑生、尊聞閣王など。「長毛状元」とも呼ばれた。

## 生涯

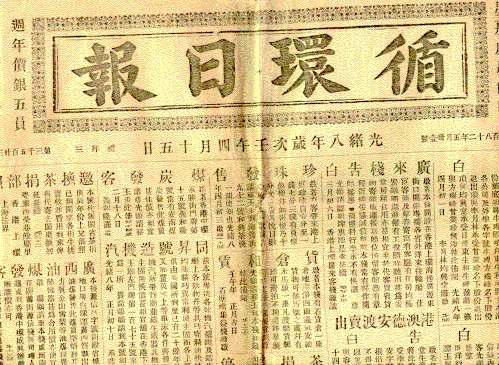
『循環日報』

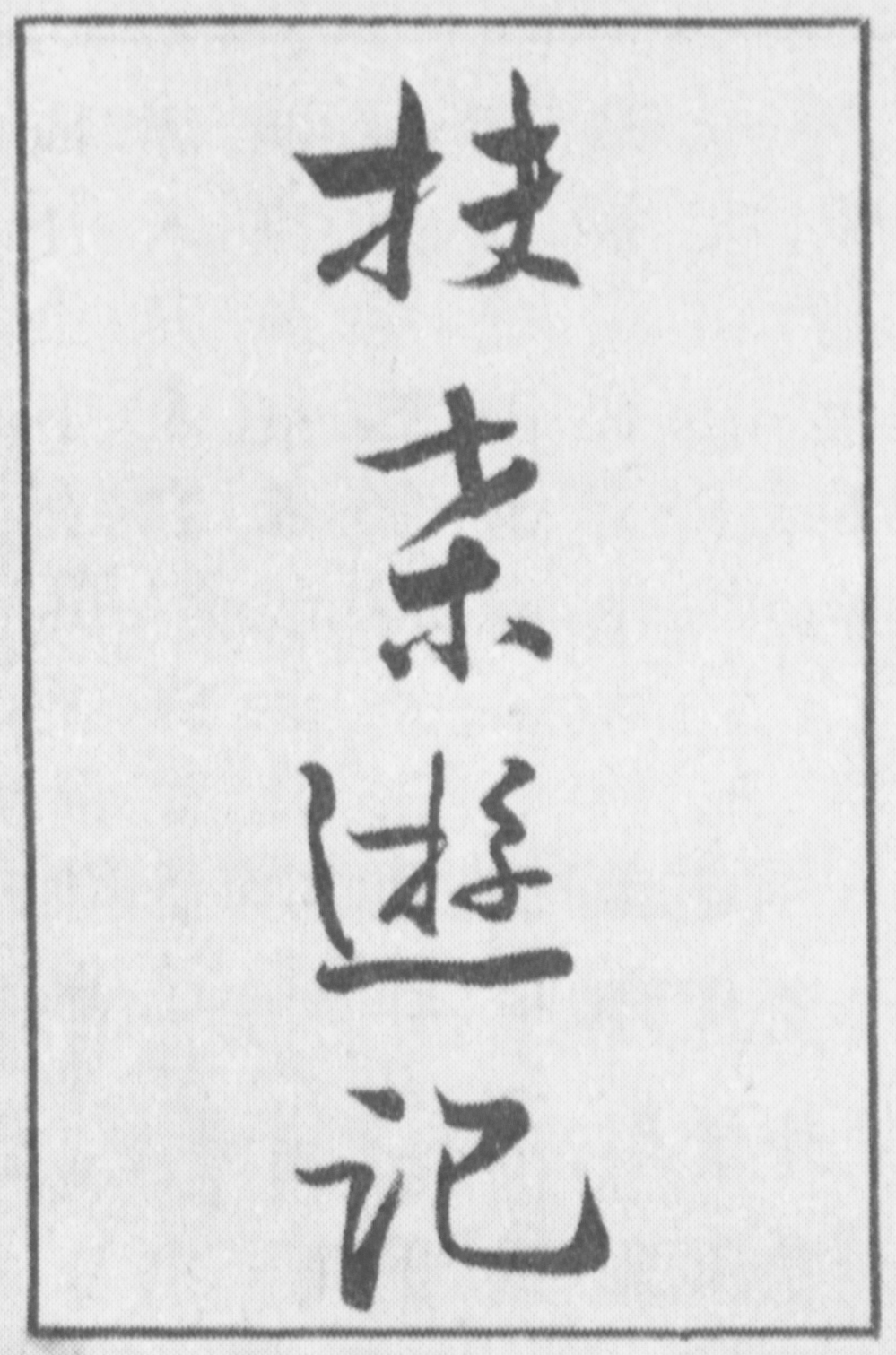
『扶桑遊記』

蘇州府長洲県甫里村（現在の甪直鎮甫里）に生まれる。父親は私塾の教師で、父親から四書五経を教わる。1843年、崑山で県試を受けて合格し秀才となった。しかし1846年、南京での郷試に失敗した。
1847年、上海に旅してロンドン伝道会の宣教師ウォルター・ヘンリー・メドハースト（麦都思）の開いた墨海書館を訪れた。そこで彼は活字印刷機に触れて大いに興味を抱いた。墨海書館ではミルン（美魏茶）、ミュアーヘッド（慕維廉）、エドキンズ（艾約瑟）ら宣教師の知遇を得、翌年に墨海書館のスタッフとして招かれた。王韜と宣教師アレクサンダー・ワイリー（偉烈亜力）は西洋の学問の紹介を行い、『華英通商事略』『重学浅説』『光学図説』『西国天学源流』などの本を翻訳出版した。1854年、王韜は洗礼を受けキリスト教徒となった。
1860年、李秀成率いる太平天国軍が蘇州・常州を陥落させて上海に迫ると、王韜は黄畹という変名で太平天国に策を上書した（「長毛状元」のあだ名はここに由来する）。後に李鴻章の清軍が上海を占拠すると黄畹の書簡は清軍の手に渡った。李鴻章は黄畹が王韜であると知り逮捕を命じた。当時の墨海書館長のサー・ウォルター・ヘンリー・メドハースト（麦華陀、ウォルター・ヘンリー・メドハーストの子）はイギリスの駐上海領事であり、王韜は上海領事館に逃れた。1862年10月、上海領事館員に守られてジャーディン・マセソンの船に乗り込み香港に亡命した。香港ではメドハーストの友人で英華書院院長のジェームズ・レッグ（理雅各）から『十三経』の英訳への協力を依頼された。レッグは王韜の協力で『書経』と『竹書紀年』を翻訳している。
1867年、王韜は故郷のスコットランドに帰ったレッグから、ヨーロッパ歴訪の誘いと経典の翻訳の続きへの助力を求める手紙を受け取ると、11月から船旅に出た。シンガポール・ペナン島・セイロン島・アデン・カイロを経て地中海に出て、メッシーナ経由でフランスのマルセイユに到着した。マルセイユからはリヨン経由でパリに入った。パリではルーヴル美術館など名所を見学し、パリ大学の中国学者スタニスラス・エニャン・ジュリアンを訪ねている。その後カレーからドーバー海峡を渡ってロンドンに入った。ロンドンでは大英博物館やセント・ポール大聖堂の名所を見学した。その後請われてオックスフォード大学で講演を行った。ロンドンを離れた後はスコットランド南部のクラックマンナンシャーに居を定め、レッグの翻訳作業に協力した。その間、エディンバラを訪れエディンバラ大学を参観し、アバディーン、グラスゴー、ダンディーを旅行している。1870年、レッグと王韜は『詩経』・『易経』・『礼記』の翻訳を完成させた。さらにスコットランド旅行中に、中国古代の日食の記録を西洋の天文学を利用して研究し『春秋日食弁正』『春秋朔閏至日考』などの著作を残している。
1870年、香港に戻り『法国志略』『普法戦紀』の二書を編訳した。『普法戦紀』は李鴻章の重視するところとなり、後年日本でも大きな反響を引き起こした。1873年、レッグがスコットランドから香港に戻ってくると王韜は英華書院の印刷設備を買い取り、翌年には世界で初めての中国人資本による中国語新聞『循環日報』を創刊した。王韜は主筆を務め、大量の政論を発表し、中国の変法と鉄道・造船・紡織などの工業による自強の必然性を説いた。このため王韜は変法運動の先駆者とみなされている。1879年、王韜は日本の名士たちに招かれ東京・大阪・神戸・横浜を訪問した。その旅行記は『扶桑遊記』としてまとめられた。また日本最初のアジア主義団体「興亜会」が結成されると、これに大いに期待を寄せ外国人会員として参加したが、日本政府による琉球処分を強く批判するようになり、のちには政府を批判しようとしない興亜会に対しても不満を抱くようになった。
王韜のイギリスと日本での名声と変法維新論は李鴻章の注目するところとなり、王韜を招いて用いることとなった。1882年、王韜は20年ぶりに上海に戻った。同年、香港の洪茂才の依頼で『循環日報』の政治論を『弢園文録外編』としてまとめている。1886年、宣教師のジョン・フライヤー（傅蘭雅）と徐寿が開いた格致書院の院長となり西洋式の教育を実施した。翌年、短編小説集『淞浜瑣話』を著した。1890年、ヨーロッパ旅行記を『漫遊随録図記』として出版した。1894年には孫文が晩年の王韜を訪ねている。

## 思想
- 変法自強。具体的には以下の4点である。
  - 科挙の改革。
  - 軍隊訓練法の改革。
  - 教育改革。
  - 文語文の廃止。
- 君民共主論。各国の政治制度を君主国、民主国、君民共主国の3つに分類し、君民共主国を理想とした。
- 軍隊の改革。新式兵器の採用。
- 実業強国。具体的には以下の3点である。
  - 鉱業の振興。
  - 紡績業の振興。
  - 蒸気船・鉄道建設による交通の発展。

## 著作

### 科学技術
- 王韜・エドキンズ訳：『重学浅説』『光学図説』『格致新学提綱』『中西通書』
- 王韜・ワイリー訳：『華英通商事略』『西国天学源流』
- 王韜等編訳：『西学輯存六種』『西学原始考』『泰西著述考』
- 王韜・黄達権：『火器説略』

### 経学
- 『国朝経籍志』
- 『皇清経解校勘記』
- 『周易集釈』
- 『礼記集釈』
- 『毛詩集釈』

### 史学
- 『法国志略』
- 『普法戦紀』
- 『法蘭西志』
- 『重訂法国志略』
- 『美利堅志』
- 『俄志』
- 『日本通中国考』
- 『琉球朝貢考』
- 『法越交兵記』
- 『西古史』
- 『西事凡』

### 天文学
- 『春秋日食弁正』
- 『春秋朔閏至日考』
- 『春秋朔至表』

### 政治論
- 『弢園文録外編』
- 『台事紀聞』

### 文学
- 『法国儒蓮伝』
- 『弢園老民自伝』
- 『花国劇談』
- 『三恨録』
- 『東遊日記』
- 『苕華廬日記』
- 『蘅華館日記』
- 『蘅華館詩録』
- 『蘅華館詩録附存』
- 『蘅華館雑著』
- 『遁窟讕言』
- 『歇浦芳叢志』
- 『瑤台小録』
- 『泰西著述考』
- 『茗薌寮志』
- 『弢園著述』
- 『弢園著述総目』
- 『探地記』
- 『麗農山人事実雑録』
- 『甕牖余談』
- 『漁陬冶遊録』
- 『淞隠廬雑識』
- 『弢園蔵書志』
- 『瀛壖雑誌』
- 『弢園尺牘』
- 『弢園叢書』
- 『弢園筆乗』
- 『弢園尺牘続鈔』
- 『弢園経学輯存』
- 『艶史従鈔』
- 『香艶従書』
- 『艶史二十種』
- 『弢園日記』
- 『滬城聞見録』
- 『海陬冶遊録』
- 『格致書院課芸』
- 『漫遊随録図記』
- 『淞浜瑣話』
- 『淞隠漫録』
- 『弢園文新編』